# HD 65925
HD 65925，又名CD-38 3908，SAO 198668、HR 3140，是一颗恒星，视星等为5.24，位于銀經254.96，銀緯-5.01，其B1900.0坐标为赤經7h 55m 56.5s，赤緯-39° -5.01′ 20″。